# Cancrisiella
Cancrisiella es un género de foraminífero bentónico de la subfamilia Ceratobulimininae, de la familia Ceratobuliminidae, de la superfamilia Ceratobuliminoidea, del suborden Robertinina y del orden Robertinida. Su especie tipo es Ceratocancris ambitiosus. Su rango cronoestratigráfico abarca desde el Kimmeridgiense inferior (Jurásico superior) hasta el Albiense (Cretácico inferior).

## Clasificación
Cancrisiella incluye a las siguientes especies:
- Cancrisiella ambitiosus